# آبشار شیرایتو
آبشار شیرایتو (به انگلیسی: Shiraito Falls) آبشاری است که در فوجی‌نومیا، شیزوئوکا، استان شیزوئوکا، ژاپن واقع شده و ارتفاع کلی ریزشگاه آن ۲۰ متر است.